# The Kooks
The Kooks són una banda indie provinents de Brighton, Anglaterra, creada l'any 2004. Altres artistes similars són The Rakes, Razorlight i Kaiser Chiefs. The Kooks també són coneguts com a "The Raisin Boys" a la seva ciutat natal de Brighton.
La banda està actualment formada pels membres Luke Pritchard, Hugh Harris i Alexis Nunez.
The Kooks han tingut un llarg recorregut per diferents gèneres musicals com el pop, rock, funk, hip-hop, però la seva música es relaciona més aviat al pop-rock i indie rock.
El seu primer àlbum Inside In/Inside Out (2006) els va llançar a la fama al Regne Unit, Irlanda i Austràlia.

## Estil musical i influències
El nom de la banda és un honor a la cançó Kooks de David Bowie, sent l'artista una de les seves inspiracions més grans. Els membres de la banda es descriuen a si mateixos com a eclèctics, amb un so variable i que sempre busca provar coses noves i modelar-se constantment. Entre les seves influències hi ha artistes clàssics com Bob Dylan, The Rolling Stones, Chris De Burgh, The Beatles, entre d'altres.
Al llarg de la seva trajectòria musical han incorporat nous estils i sons de diferents gèneres, però sempre mantenint la seva essència folk/indie. A l'àlbum Let's go sunshine de 2018 incorporen elements del Hip-Hop i R&B, aferrant-se als seus orígens com a banda i mantenint aquest so característic dels seus inicis que els diferencia i destaca, tot i jugar amb sons més forts. En aquest àlbum el guitarrista Hugh Harris afirma inspirar-se en exposicions d'arts i museus, com també en sons de la banda Palace.

## Discografia

### Àlbums
- Inside In/Inside Out: 23 de gener del 2006
- Konk: 14 d'abril del 2008
- Junk of the Heart: 12 de setembre del 2011
- Listen: 2 de setembre del 2014
- Let's Go Sunshine: 31 de agost del 2018
- 10 Tracks to Echo in the Dark: 22 de juliol del 2022

### Singles
| Any  | Cançó                       | UK Singles Chart | UK Download Chart | Àlbum                  |
| ---- | --------------------------- | ---------------- | ----------------- | ---------------------- |
| 2005 | "Eddie's Gun"               | #35              | -                 | "Inside In/Inside Out" |
| 2005 | "Sofa Song"                 | #28              | -                 | "Inside In/Inside Out" |
| 2005 | "Slave to the Game"         | -                | -                 | Non-album track        |
| 2006 | "You Don't Love Me"         | #12              | -                 | "Inside In/Inside Out" |
| 2006 | "Naïve"                     | #5               | #2                | "Inside In/Inside Out" |
| 2006 | "She Moves in Her Own Way"  | #7               | #8                | "Inside In/Inside Out" |
| 2006 | "Ooh La"                    | #20              | #20               | "Inside In/Inside Out" |
| 2008 | "Always Where I Need to Be" | #3               | #4                | "Konk"                 |
| 2008 | "Shine On"                  | #25              | #24               | "Konk"                 |

## Actuacions destacades
- Festival Internacional de Benicàssim el 20, 21, 22 i 23 de juliol del 2006.
- Lowlands festival en Biddinghuizen, Països Baixos el 18, 19 o 20 d'agost del 2006.
- Leeds and Reading Festivals el 25 i 27 d'agost de 2006 (Respectivament).
- Norwich UEA l'1 d'octubre del 2006.
- Exeter Great Hall el 9 d'octubre del 2006.